# Richard Evans Schultes
Richard Evans Schultes, född den 12 januari 1915 i Boston, död där den 10 april 2001, var en amerikansk biolog. Han är känd som etnobotanikens fader. Auktorsnamnet R.E.Schult. kan användas för Richard Evans Schultes i samband med ett vetenskapligt namn inom botaniken; se Wikipediaartiklar som länkar till auktorsnamnet.
Schultes var från 1953 intendent vid Oakes Ames Orchid Herbarium vid Harvard University, från 1970 direktor för Harvard Botanical Museum och Edward Jeffrey Professor of Biology.  Den prisbelönta filmen El abrazo de la serpiente bygger delvis på hans uppteckningar.

## Utmärkelser
- 1957 Ledamot av American Academy of Arts and Sciences
- 1992 Guldmedalj från Linnean Society of London (Linnean Medal)
- Guldmedalj från World Wildlife Fund (WWF)